# Charnia
Charnia es un género del filo extinto Petalonamae. Fue una forma de vida ediacárica tipo fronda con crestas segmentadas en forma de pluma que se ramifican alternativamente hacia la derecha e izquierda desde una sutura medial en zig-zag (exhibiendo así isometría opuesta). El primer espécimen fosilizado de Charnia "Charnia Masoni" en honor a John Mason fue descubierto en los bosques de Leicestershire, Inglaterra y luego otros fueron encontrados en depósitos precámbricos de Australia, Canadá y Rusia.
El organismo vivo era un tipo de forma de vida que crecía en el fondo del mar y se cree que se alimentó de nutrientes en el agua. A pesar del aspecto de helecho de Charnia, no es una planta o alga fotosintética porque la naturaleza de los fósiles donde se han encontrado especímenes implica que originalmente vivió en aguas profundas, muy por debajo de la zona fótica donde puede ocurrir la fotosíntesis.
Habitaron durante el período Ediacárico entre hace 579 y 555 millones de años. El crecimiento y desarrollo también son temas de investigación continua, y esto ha desacreditado la hipótesis de la pluma de mar. A diferencia de las plumas marinas , que crecen por inserción basal, Charnia creció por la inserción apical de nuevos brotes.